# Robbert Maruanaya
Robbert Maruanaya (Amsterdam, 27 januari 1986) is een Nederlands voormalig professioneel voetballer, die als centrale verdediger uitkwam voor Go Ahead Eagles.

## Clubcarrière
Maruanaya doorliep de jeugdopleiding van het Friese sc Heerenveen. In het seizoen 2007/08 werd hij op huurbasis gestald bij Go Ahead Eagles. In Deventer speelde hij dat seizoen zeventien wedstrijden waarin hij eenmaal doel trof. Dat was goed genoeg om Go Ahead te overtuigen hem over te nemen. De twee seizoenen erna was de verdediger ook nog actief bij de club.